# Raveniola xiezhen
Espèce
Raveniola xiezhen est une espèce d'araignées mygalomorphes de la famille des Nemesiidae.

## Distribution
Cette espèce est endémique du Yunnan en Chine,. Elle se rencontre dans le xian de Pingbian.

## Description
Le mâle holotype mesure 8,57 mm et la femelle paratype 16,12 mm.

## Systématique et taxinomie
Cette espèce a été décrite par Lin, Wang et Li en 2024.

## Étymologie
Cette espèce est nommée en référence à Xie Zhen, un des 108 brigands d'Au bord de l'eau.

## Publication originale
- Lin, Li, Mo & Wang, 2024 : « Thirty-eight spider species (Arachnida: Araneae) from China, Indonesia, Japan and Vietnam. » Zoological Systematics, vol. 49, no 1, p. 4-98.